# Documentmanagementsysteem
Een documentmanagementsysteem (DMS) of documentbeheersysteem is over het algemeen een opslagplaats of repository waarin beschrijvende metadata van documenten worden opgeslagen die makkelijk zijn terug te vinden aan de hand van de kenmerken zoals auteur, naam, omschrijving, datum, categorie en status. De documenten zelf kunnen ook in de database worden opgeslagen, of op een beveiligde (netwerk) locatie die via de database toegankelijk is.

## Toepassingen
Documentbeheersystemen worden gebruikt om de documenten elektronisch op te slaan en daarmee te voldoen aan wet- en regelgeving, zoals:
- Archiefwet
- NEN 2082 (voorheen: ReMANO)
- ISO 9001-certificering
- Pressure Equipment Directive
- FDA 21 CFR Part 11
- License to Operate
- Sarbanes-Oxley
- Seveso I en II

Documentmanagement wordt op operationeel niveau anders toegepast dan op beleidsniveau. Op operationeel niveau ligt de nadruk vaak op routering van documenten, status en integratie met bedrijfsprocessen. Op beleidsniveau is het documentbeheer vaak losser georganiseerd om creativiteit en het gezamenlijk ontwikkelen (collaborative editing) van documenten te faciliteren.

## Gebruikersinterface
Het documentbeheersysteem wordt vaak ontsloten door een desktoptoepassing of webtoepassing (via intranet of internet). Ook worden er rapportageprogramma's gebruikt die overzichten van de documenten genereren.

## Indexeren en zoeken
Indexeren is het identificeren van termen die beschrijvend zijn voor een document. Dit kan geautomatiseerd gebeuren of handmatig. Wanneer er sprake is van full text-zoeken mogelijkheid, dan is de tekst op de gescande afbeeldingen herkend (middels OCR) en als metadata te gebruiken. Dit is een vorm van automatisch indexeren. Er wordt dan in mindere mate onderscheid gemaakt tussen inhoudelijk indexeren (op onderwerpen) en formeel indexeren (op kenmerken zoals auteur, vorm en publicatiedatum).

## Versiebeheer
Versiebeheer is handig wanneer een document regelmatig wordt aangepast. Lezers van het document willen dan weten of er een aanpassing in het document is aangebracht, welke dat is en door wie het is aangebracht. Lezers kunnen actuele versies met vorige versies van documenten vergelijken en deze (indien voldoende rechten) herstellen door bijvoorbeeld het 'terugzetten' van een vorige versie.
Enkele voordelen van het gebruik van versiebeheer is dat er geen noodzaak is om oudere versies als afzonderlijke documenten te bewaren, waardoor er minder snel misverstanden zullen ontstaan over wat nu de actuele versie is. Bovendien kost versiebeheer minder opslagruimte dan het opslaan van de afzonderlijke documenten.

## Routing
Routing van documenten geeft de mogelijkheid om een document langs meerdere personen te sturen. Deze personen kunnen het document een bepaalde status geven. Op grond van de status weet de lezer of een document bijvoorbeeld nog in ontwikkeling is (concept), ter goedkeuring, of definitief.
Voorbeelden van gebruik van routering zijn:
- Een concept moet eerst worden goedgekeurd door een panel voordat het document de status 'definitief' krijgt en deze gepubliceerd mag worden.
- Een digitale factuur moet eerst worden goedgekeurd voordat het bijbehorende bedrag betaald kan worden.
- Een projectdocument moet eerst vastgesteld worden door een projectteam, voordat deze gepubliceerd wordt in het project dossier.

Routering wordt meestal onder de noemer Workflow (werkstroom) geplaatst.

## Archivering
Een ander voordeel van een documentmanagementsysteem is dat documenten digitaal worden opgeslagen. Hiermee kunnen bedrijven, organisaties en overheden voldoen aan de Nederlandse Archiefwet. Digitale documenten kunnen eenduidig worden opgeslagen en beveiligd. Er zijn echter motieven om niet digitaal te archiveren:
- Het is lastig om mutaties op het archief te verantwoorden, omdat digitale documenten eenvoudig en ontraceerbaar aan te passen zijn
- De vorm van een document kan, door technologische ontwikkelingen, veranderen (compatibiliteit van oude bestanden in nieuwe browsers) en niet meer authentiek zijn.